# Loma Alta, Tierra Blanca
Loma Alta är en ort i Mexiko.   Den ligger i kommunen Tierra Blanca och delstaten Veracruz, i den sydöstra delen av landet, 300 km öster om huvudstaden Mexico City. Loma Alta ligger 57 meter över havet och antalet invånare är 497.
Terrängen runt Loma Alta är platt. Runt Loma Alta är det ganska tätbefolkat, med 75 invånare per kvadratkilometer. Närmaste större samhälle är Nuevo Paso Nazareno, 13,5 km söder om Loma Alta. Trakten runt Loma Alta består till största delen av jordbruksmark.